# That’s Not My Name
„That’s Not My Name” – to utwór brytyjskiego indiepopowego zespołu The Ting Tings. Wydany został 9 maja 2008 roku przez wytwórnię płytową Columbia Records jako trzeci singel z ich debiutanckiego albumu studyjnego, zatytułowanego We Started Nothing. Twórcami tekstu utworu są Katie White i Jules De Martino, który zajął się też jego produkcją. Do singla nakręcono także trzy teledyski, a jego reżyserią zajęli się Sophie Muller, Indica oraz Alex & Liane. „That’s Not My Name” zadebiutował na szczycie notowania UK Singles Chart i uzyskał tam status złotej płyty.

## Pozycje na listach przebojów
| Kraj              | Lista (2008)            | Pozycja | Status          |
| ----------------- | ----------------------- | ------- | --------------- |
| Australia         | Top 50 Singles          | 8       | platynowa płyta |
| Austria           | Singles Top 75          | 34      | –               |
| Belgia (Flandria) | Ultratop 50             | 48      | –               |
| Dania             | Tracklisten Top 40      | 10      | złota płyta     |
| Holandia          | Single Top 100          | 59      | –               |
| Irlandia          | Top 50 Singles          | 2       | –               |
| Kanada            | Canadian Hot 100        | 68      | –               |
| Niemcy            | Top 100 Singles         | 42      | –               |
| Nowa Zelandia     | Top 40 Singles          | 8       | –               |
| Stany Zjednoczone | Hot 100                 | 39      | platynowa płyta |
| Szkocja           | Scottish Singles Top 40 | 1       | –               |
| Szwajcaria        | Singles Top 75          | 44      | –               |
| Szwecja           | Top 60 Singles          | 23      | –               |
| Wielka Brytania   | Singles Top 100         | 1       | złota płyta     |